# Sex voor de Buch
Sex voor de Buch was een controversieel Nederlands televisieprogramma dat vanaf 1997 door Menno Buch op Veronica werd gepresenteerd.

## Concept
In Sex voor de Buch konden gewone mensen hun persoonlijke seksfantasieën uitleven. Een cameraploeg zorgde voor de locatie en de benodigdheden en gewone mensen konden dan voor de camera's hun fantasie waarmaken. Het programma werd om half elf 's avonds op televisie uitgezonden en had soms ruim een miljoen kijkers. Aanvankelijk zat Menno Buch in de studio achter een lessenaar en had een assistente naast zich zitten. Van achter de lessenaar las hij of de assistente dan brieven van kijkers voor en konden mensen bellen en vragen stellen.
Later werden alleen de filmpjes uitgezonden met commentaar op de achtergrond.

## Kritiek
Sex voor de Buch kreeg van begin af zware kritiek te verduren. Men verweet de programmamakers dat ze gebruik maakten van de naïviteit van gewone mensen en hen sensatiebelust nationaal voor schut te zetten. Het programma trok vooral exhibitionistische mensen en de beelden waren vaak even expliciet als amateurpornografie. Bovendien waren de beelden vaak confronterend voor familieleden en vrienden. Markant voorbeeld was een koppel waarvan de vrouw graag seks wilde hebben in een wigwam, verkleed als indiaan. Ook al had het stel kinderen, toch wilde ze haar wens doorzetten, "voor haarzelf". Bij de start van het tweede seizoen was er een man te zien die seks had met een opblaaspop. Hiertoe had hij zijn zolder ingericht als een setting uit 'Turks fruit', een film waarvan hij naar eigen zeggen groot liefhebber was. Verder was nog een duidelijk zwakbegaafde man te zien die naakt door Amsterdam liep met zijn geslachtsdeel in een houten doos die diende als kijkdoos. Na betaling van een gulden konden geïnteresseerden via een luikje in de kijkdoos zijn door lampjes beschenen piemel bewonderen. Het geld dat hij hiermee ophaalde wilde hij doneren aan een dierenbegraafplaats in Zevenhoven. Tijdens het uitgezonden voorgesprekje met Buch vertelde de man regelmatig in het openbaar seks te hebben met prostituees, naar de hoeren te gaan, en demonstreerde op zijn bank hoe hij zichzelf aftrok tijdens het bekijken van pornoblaadjes. De man zou later in de  terugblik verklaren dat dit optreden hem zijn baan als schoonmaker had gekost. Een van de kijkers liet weten erg opgewonden te worden van ziekenhuissettings, medische behandelingen en verpleegsters etc. Zijn wens was dan ook om op de televisie een 'medisex'-behandeling te ondergaan. Deze wens werd door de programmamakers ingewilligd, en te zien was hoe de man door een als verpleegster verklede prostituee o.a. een klysma toegediend kreeg en een prostaatmassage onderging, waarna hij de behandeling afsloot door zich liggend op de behandeltafel naar zijn hoogtepunt te masturberen. Een opvallend item was voorts de jongeman die verklaarde opgewonden te worden van bromscooters, en hij was dan ook masturberend te zien, zittend op een stilstaande scooter, terwijl hij luid grommend het motorgeluid van een bromscooter imiteerde. Spraakmakend was ook de 'trampling man', een man die er een kick van kreeg om vernederd te worden door een dame die met schoenen met puntige hakken over hem heen moest lopen, hem verder in zijn gezicht moest spuwen, en hem fikse draaien om de oren moest verkopen. Ook te bewonderen was een sportlerares die een 'seksmarathon' wilde houden, hiertoe werden mannelijke kijkers opgeroepen hieraan deel te nemen. Er bleken ca. 23 mannen zich te hebben aangemeld, en het hele gezelschap reisde per touringcar af naar een club in Eindhoven waar de seksmarathon is gehouden en opgenomen. Na afloop toonde de dame zich erg tevreden, al was het doel om het wereldrecord seks te verbreken niet helemaal gehaald; hiertoe had iedere deelnemer ca. 13 maal tot een hoogtepunt moeten komen. Een vrij spraakmakend item was dat van een volwassen man die de seksuele fantasie had als baby verkleed te zijn en zo een 'babybehandeling' te ondergaan. Hiervoor was een dame ingehuurd die de rol van babyverzorgster speelde.
Buch zelf verklaarde dat hij vooral in de kijkcijfers geïnteresseerd was en enkel zijn veto stelde tegenover zoöfilie, coprolagnie en pedofilie. Naar eigen zeggen werden deelnemers op voorhand goed gewaarschuwd voor mogelijk scha(n)delijke gevolgen.

## Sex na de Buch
In 1998 kwam er een spin-off rond het programma, Sex na de Buch, waarin koppels die eerder in het programma te gast waren geweest, werden geïnterviewd over hun ervaringen en de reacties van hun omgeving.